# Josefine Rytter
 Der er for få eller ingen kildehenvisninger i denne artikel, hvilket er et problem. Du kan hjælpe ved at angive troværdige kilder til de påstande, som fremføres i artiklen.

Josefine Rytter (født 1994) er en dansk atlet medlem af Bagsværd Atletik Club.
Josefine Rytter vandt som 16-årig sølv ved inde-DM på 800 meter 2011 og året efter sølv og bronze på 800 meter ved DM og inde-DM.

I 2013 d. 22. juni debuterede Rytter på det danske seniorlandshold i Kaunas på 800 meter til EM-hold.

Hun trænes af sin far Carsten Rytter.

## Danske mesterskaber
Senior-DM
- Sølv 2020 1500 meter-inde 4.35,95
- Bronze 2019 1500 meter 4,32,93
- Bronze 2017 800 meter-inde 2,13,17
- Bronze 2015 800 meter-inde 2,12,37
- Bronze 2014 800 meter-inde 2,13,84
- Bronze 2013 800 meter 2,10,38
- Sølv 2012 800 meter 2,14,33
- Sølv 2012 Hold Mellem/Lang
- Bronze 2012 800 meter-inde 2,13,76
- Bronze 2011 800 meter 2,16,10
- Sølv 2011 Hold Mellem/Lang
- Sølv 2011 800 meter-inde 2,16,23
- Bronze 2011 lang cross -hold 1,40,45

Ungdoms-DM
- Guld 2016 Ungsenior 800 meter 2,14,26
- Guld 2016 Ungsenior 4x400m 4,03,05
- Guld 2015 Ungsenior 1500 meter-inde 4,44,73
- Sølv 2015 Ungsenior 800 meter-inde 2,14,12
- Bronze 2014 Ungsenior 1500 meter 4,40,01
- Sølv 2014 Ungsenior 800 meter 2,14,95
- Guld 2014 Ungsenior 1500 meter-inde 4,35,21
- Guld 2014 Ungsenior 800 meter-inde 2,12,83
- Bronze 2014 Ungsenior 4x200 meter-inde 1,49,46
- Guld 2013 Junior 1500 meter 4,40,86
- Guld 2013 Junior 800 meter 2,16,54
- Guld 2013 Junior 1500 meter-inde 4,44,79
- Sølv 2013 Junior 800 meter-inde 2,11,99
- Bronze 2013 Junior kort cross 15,11
- Bronze 2013 Junior kort cross -hold 46,28
- Bronze 2012 Junior 800 meter 2,23,89
- Sølv 2012 Junior 1500 meter 4,38,65
- Guld 2012 Junior 10 km 38,11
- Guld 2012 Junior 1500 meter-inde 4,42,97
- Sølv 2012 Junior 800 meter-inde 2,14,91
- Bronze 2012 Junior lang cross 32,34
- Sølv 2012 Junior lang cross -hold 1,40,52
- Sølv 2011 P17 800 meter 2,15,32
- Bronze 2011 P17 1500 meter 4,55,88
- Bronze 2011 P17 1500 meter-inde 4,54,69
- Guld 2011 Junior lang cross 33,27
- Guld 2011 Junior lang cross -hold 1,45,10
- Guld 2011 P17 kort cross 15,30
- Sølv 2011 P17 kort cross -hold 52,31
- Bronze 2010 P17 800 meter 2,15,37
- Sølv 2010 P17 1500 meter 4,58,92
- Bronze 2010 P17 3000 meter 10,54,70
- Bronze 2010 P17 800 meter-inde 2,20,35
- Bronze 2010 P17 1500 meter-inde 4,59,50

## Personlige rekord
- 400 meter: 58,97 Frederiksberg Idrætspark i Frederiksberg 4. juni 2013
- 800 meter: 2,10,12 Helsingør Atletikstadion i Helsingør 8. juni 2013
- 1500 meter: 4,28,81 Stadio San Paolo i Napoli 11. juli 2019
- 3000 meter: 10,16,62 Østerbro Stadion 17. juli 2011
- 400 meter-inde: 59,81 Atleticum i Malmø 26. januar 2013
- 800 meter-inde: 2,11,99 Spar Nord Arena i Skive 9. marts 2013
- 1500 meter-inde: 4,34,44 Bærum i Norge 14. februar 2015
- 5 km: 17,44 Østerbro 31. december 2018
- 10 km: 37,38 Middelfart 17. marts 2018